# Strada europea E76
La strada europea E76  è una strada di classe A e, come si evince dal numero, è una intermedia Ovest-Est.
Il suo percorso si sviluppa in territorio italiano e coincide con quello dell'Autostrada A11 (la Firenze-Mare), che collega le due città toscane di Pisa e Firenze, le quali sono collocate a loro volta, rispettivamente, lungo i percorsi delle dorsali europee E80 e E35.
La sua lunghezza calcolata al momento dell'istituzione nel 1992 era di 88 chilometri.

## Percorso
| E76 FIRENZE-PISA  |            |                |                  |
| Stato             | Tipologia  | Tratto         | Interconnessioni |
| Italia (bandiera) | autostrada | Firenze - Pisa | E35, E80         |